# Who Framed Roger Rabbit (jeu vidéo, 1991)
Who Framed Roger Rabbit est un jeu vidéo d'action-aventure tiré de l'univers de Roger Rabbit créé par Disney. Le jeu fut développé et édité par Capcom sur Game Boy en 1991,.